# Svratka (district de Žďár nad Sázavou)
Pour les articles homonymes, voir Svratka.
Svratka (en allemand : Swratka) est une ville du district de Žďár nad Sázavou, dans la région de Vysočina, en Tchéquie. Sa population s'élevait à 1 407 habitants en 2020.

## Géographie
Svratka est arrosée par la Svratka et se trouve à 11 km au sud-est de Hlinsko, à 18 km au nord-nord-est de Žďár nad Sázavou, à 48 km au nord-est de Jihlava à 122 km à l'est-sud-est de Prague.
La commune est limitée par Svratouch au nord, par Pustá Rybná et Březiny à l'est, par Křižánky et Herálec au sud, et par Chlumětín à l'ouest.

## Histoire
La première mention écrite de la localité date de 1350.

## Administration
La commune se compose de quatre quartiers :
- Svratka ;
- Česká Cikánka ;
- Moravská Cikánka ;
- Moravská Svratka.

## Transports
Par la route, Svratka se trouve à 13 km de Hlinsko, à 21,5 km de Žďár nad Sázavou, à 59 km de Jihlava et à 139 km de Prague.